# አ
آلِف (አ) الحرف الثالث عشر في ترتيب الحروف الجعزية. تلفظ ‎[ʔ]‏ كلفظ الهمزة العربية. لها ثمانية أشكال بحسب الحركة:
- አ : همزة مفتوحة بإخفاء
- ኡ : همزة مضمومة
- ኢ : همزة مكسورة
- ኣ : همزة مفتوحة
- ኤ : همزة بين الفتح والكسر
- እ : همزة مكسورة بإخفاء
- ኦ : همزة بين الفتح والضم
- ኧ : همزة وواو مفتوحة.